# 山西省司法厅
37°48′36″N 112°34′29″E / 37.80998°N 112.57477°E
山西省司法厅是山西省人民政府的组成部门、主管山西省司法行政工作的省级司法行政机关。